# Aglaostigma aucupariae
Espèce
Aglaostigma aucupariae est un insecte hyménoptère de la famille des Tenthredinidae.

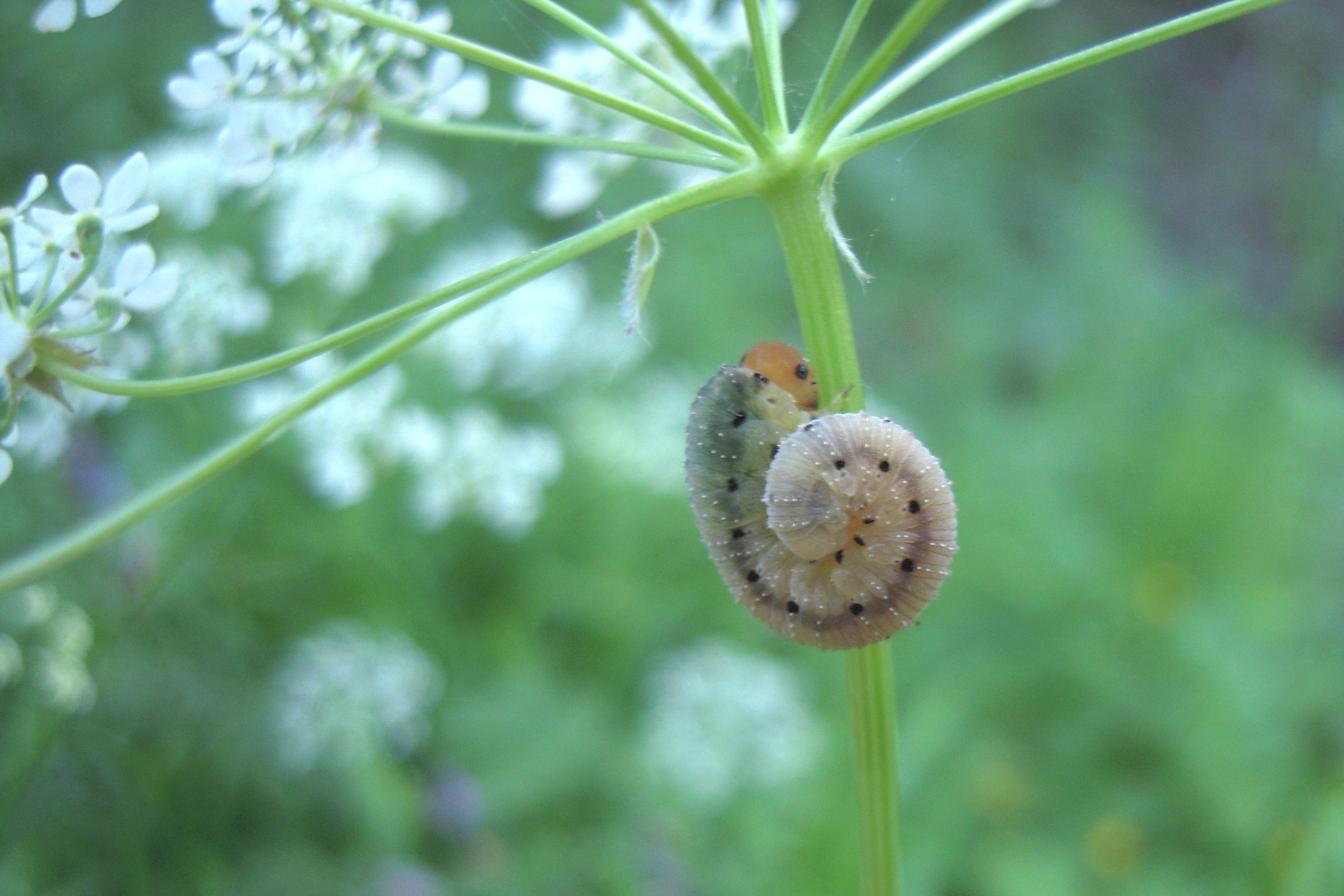
Larve: fausse-chenille